# Andreas Bube
Andreas Bube (Dinamarca, 13 de julio de 1987) es un atleta danés, especialista en la prueba de 800 m en la que llegó a ser subcampeón europeo en 2012.

## Carrera deportiva
En el Campeonato Europeo de Atletismo de 2012 ganó la medalla de plata en los 800 metros, con un tiempo de 1:48.69 segundos, llegando a meta tras el ruso Yuriy Borzakovskiy y por delante del francés Pierre-Ambroise Bosse (bronce con 1:48.83 segundos).
En el Campeonato Europeo de Atletismo en Pista Cubierta de 2017 ganó la medalla de plata en los 800 metros, con un tiempo de 1:49.32 segundos, tras el polaco Adam Kszczot y por delante del español Álvaro de Arriba.